# Сьерра-Маэстра

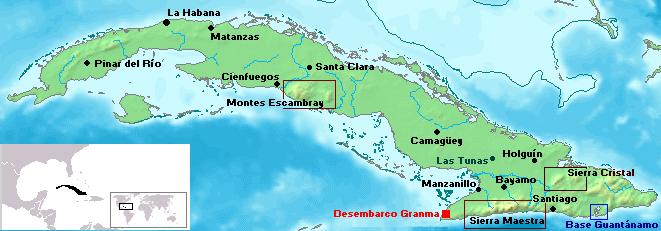
Горные массивы на карте Кубы

Сье́рра-Маэ́стра (исп. Sierra Maestra) — горный массив на юго-востоке Кубы. Массив Сьерра-Маэстра — самый высокий на Кубе, на нём находится высочайшая точка острова — гора Пико Туркино высотой 1974 м.
Исторически является одним из основных районов производства кофе.

## История
В ходе войны за независимость 1895 – 1898 годов горы являлись одним из районов действий кубинских повстанцев. 
2 декабря 1956 года яхта “Гранма” доставила на остров отряд из 82 человек. Среди них были Фидель Кастро, Че Гевара, Камило Сьенфуэгос, Рауль Кастро и другие деятели кубинской революции. Революционеры прятались в горах Сьерра-Маэстры, готовясь к партизанской войне, которая 1 января 1959 года кончилась победой над Фульхенсио Батистой, убежавшим в новогоднюю ночь в США.
В 1979 году здесь был создан национальный парк “Сьерра-Маэстра” (исп. Gran Parque Nacional Sierra Maestra).
Огромный по своим размерам, протяжённостью более 50 км, парк Баконао лежит между массивом Сьерра-Маэстра и Карибским морем.